# Очилат корморан на Стелер
Очилатият корморан на Стелер (Phalacrocorax perspicillatus) е изчезнал вид птица от семейство Корморанови (Phalacrocoracidae).

## Разпространение
Видът е обитавал остров Беринг и евентуално други места на Командорските острови и близкото крайбрежие на Камчатка в далечния североизток на Русия.